# Waldemar Ch. Hecker
Waldemar Christian Hecker (* 15. Februar 1922 in Potsdam; † 27. Mai 2008) war ein deutscher Kinderchirurg und Hochschullehrer.

## Leben
Gleich nach dem Abitur wurde Hecker 1939 zur Luftwaffe der Wehrmacht eingezogen. Als Frontflieger kam er zur Luftflotte 4. Als Chirurgensohn studierte er Medizin.
Nach dem Staatsexamen im Herbst 1950 wurde er 1951 an der Universität Hamburg zum Dr. med. promoviert. Im  Universitätskrankenhaus Hamburg-Eppendorf arbeitete er bei Hans Heinrich Berg (Innere Medizin), Albert Lezius und Georg Ernst Konjetzny (Chirurgie). 1953 wurde er Erster Assistent der Chirurgischen Abteilung im Altonaer Kinderkrankenhaus. Ab 1957 war er Assistent und Oberarzt bei Fritz Linder in der Universitätsklinik Westend der Freien Universität Berlin. Von Linder gefördert und mit dem Aufbau einer kinderchirurgischen Abteilung beauftragt, habilitierte Hecker sich 1962. Im selben Jahr folgte er seinem Chef an das Universitätsklinikum Heidelberg. Er widmete sich dort der gleichen Aufgabe wie in Berlin und wurde 1966 auch offiziell Abteilungsvorsteher. 1966 wurde er aus dem Kreis der Nichtordinarien in den Senat der Ruprecht-Karls-Universität Heidelberg und zum Mitglied ihrer Grundordnungskommission gewählt. 1967 wurde er zum außerplanmäßigen Professor ernannt.
1969 folgte er dem Ruf der Ludwig-Maximilians-Universität München auf ihren neugeschaffenen Lehrstuhl für Kinderchirurgie, den ersten in Deutschland. Damit wurde Hecker Direktor der kinderchirurgischen Klinik im Haunerschen Kinderspital. Ab 1973 war er Delegierter beim Deutschen Ärztetag. Im Juni 1982 trennte er Siamesische Zwillinge. In philosophischen Publikationen befasste er sich mit der Lebensqualität bei Fehlbildungen.

## Ehrungen
- Wissenschaftlicher Beirat der Bundesärztekammer (1970)[4]
- Mitglied  des Vorstandes  der  Bayerischen Landesärztekammer
- Präsident der Deutschen Gesellschaft für Kinderchirurgie (1973–1976)
- Vorsitzender des Hochschulausschusses der Bayerischen Landesärztekammer[4]

## Werke
- Elementare Kinderchirurgie. Urban & Fischer, München 1982, ISBN 3-541-07301-2.
- Operative Korrekturen des intersexuellen und des fehlgebildeten weiblichen Genitales. Springer, Berlin/ Heidelberg 1985, ISBN 3-662-09087-2 (eingeschränkte Vorschau in der Google-Buchsuche).